# 拉脹材料

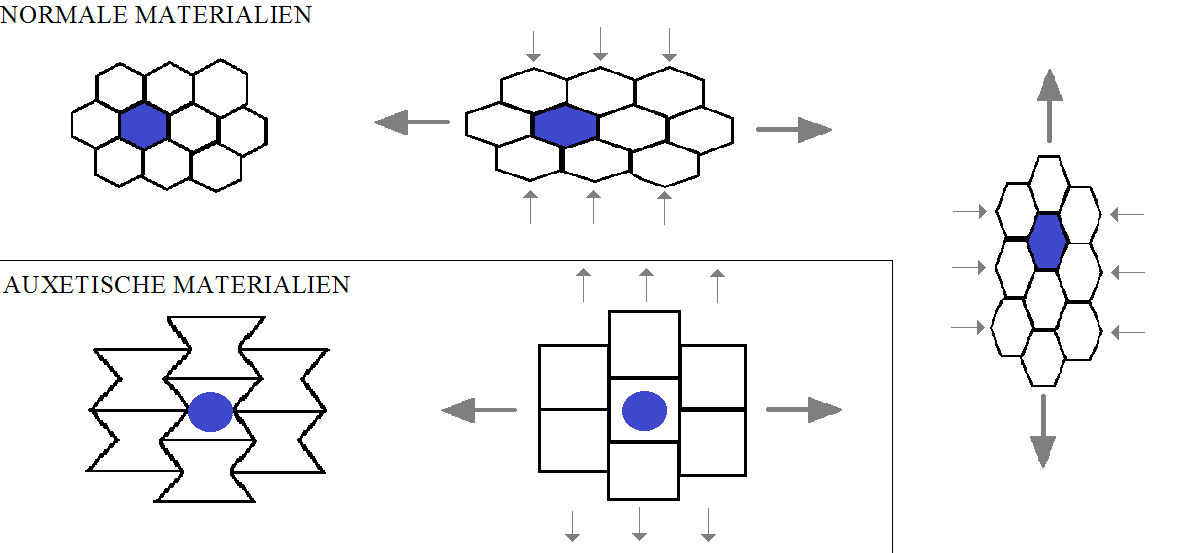
拉脹材料

拉脹材料（Auxetics）也稱為負泊松比材料，是泊松比為負值的结构或材料。一般材料在拉伸時，垂直于拉伸方向的部份會收縮。但拉脹材料在拉伸時，垂直拉伸方向的部份會膨脹，這是因為其特殊內部構造，以及在單軸施力下的形變方式有關。拉脹材料可能是單分子、晶體，或是特別的巨觀結構。
有拉脹特性的材料及結構多半會有高吸震及高斷裂抵抗的能力。拉脹材料可用在像防彈背心、包裝材料、護膝及護肘、強健吸震材料及膠棉拖把。

## 歷史
auxetic一詞源自希腊文的αὐξητικός（auxetikos），意思是「傾向於增加」。這個詞是由艾希特大學的Ken Evans教授所創。
由柏林的研究者K. Pietsch在1978年發明的RFS結構（鑽石摺疊結構），是首批人工合成的拉脹材料之一，K. Pietsch沒有使用auxetic一詞，不過他第一個描述其底層的槓桿特性以及其非線性的力學特性，因此視為是拉脹網狀材料的發明者。
最早發表的負泊松常數論文是由A. G. Kolpakov在1985年提出《確認彈性網路的平均特性》（Determination of the average characteristics of elastic frameworks）。下一個有關合成拉脹材料的論文是在1987年的《科學》期刊，標題是《負泊松比的泡沬結構》（Foam structures with a Negative Poisson's Ratio），是威斯康星大学麦迪逊分校的R.S. Lakes所提出。auxetic一詞的使用大約是在1991年開始。在1985年開始發表用週期性凹六邊形單元（有負泊松比特性）建構複合結構的設計。

## 特性

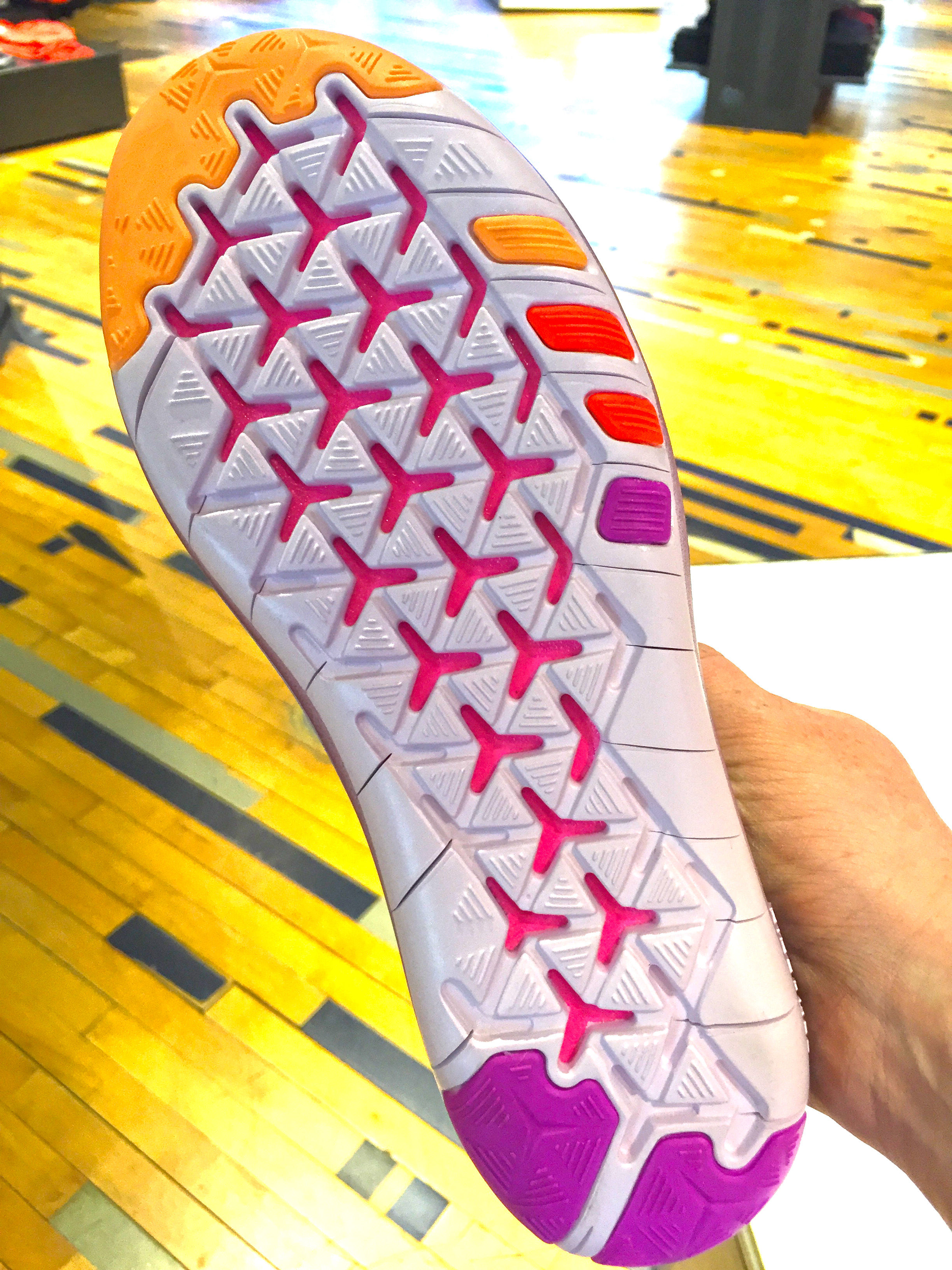
有拉脹材料的鞋子，在走路或跑步時其大小會改變

一般而言，拉脹材料是低密度的物質，因此其中允許有類似槓桿，可以變形的拉脹微結構。
巨觀下，拉脹特性可以用非弹性的弦繞在弹性的繩子上來說明。當結構的末端受力拉開時，非弹性的弦伸直，弹性繩伸展並繞在其周圍，因此增加了結構的有效體積。巨觀下的拉脹特性也可以用來開發有強化機能的產品，例如由Grima及Evans開發，以拉脹可旋轉三角形結構為基礎的鞋子

## 常見的拉脹材料
以下一些拉脹材料的例子：
- 拉脹聚氨酯泡沫[16][17]。
- α-方矽石（英语：Cristobalite）[18]。
- 特定的岩石及礦物[19]。
- 石墨烯，可以透過引入晶格空位使其有拉脹性[20][21]。
- 活的動物骨骼組織（這個只是推測）[19]。
- 在正常運動範圍內的肌腱[22]。
- 特殊的聚四氟乙烯聚合物，例如Gore-Tex[23]。
- 一些特殊的紙張。若紙張在平行紙面的方向受力拉伸，由於其網狀的結構，其厚度也會增加[24][25]
- 一些摺紙形成的結構，例如鑽石摺疊結構（Diamond-Folding-Structure、也簡稱為RFS）、人字纹（英语：Herringbone pattern）摺疊結構（FFS）或是三浦摺疊[26][27]，或是由這些摺疊衍生的週期性圖案[28][29]。
- 一些為呈現負泊松比而設計的特製結構[30][31]。
- 鏈狀有機分子。近期的研究發現像是n-烷烃或是類似結構的有機晶體可能會有拉脹特性[32]。
- 加工過的針刺不織布。因為其纖維的網狀結構，應用熱和壓力的加工方案可以讓不織布具有拉脹特性[33][34]。

木栓不是拉脹材料，但其泊松比幾乎為0，因此適合用來作酒瓶的瓶塞

## 外部連結
- Materials with negative Poisson's ratio （页面存档备份，存于）
- Auxetic foam in youtube （页面存档备份，存于）
- General Information about Auxetic Materials